# Ziemia Oatesa

Ziemia Oatesa jako sektor Australijskiego Terytorium Antarktycznego

Ziemia Oatesa (ang. Oates Land) – region Antarktydy Wschodniej pomiędzy Ziemią Wiktorii a Ziemią Jerzego V.
Wybrzeże tej ziemi nosi nazwę Wybrzeża Oatesa i rozciąga się od Cape Hudson (153°45′E), oddzielającego je od Wybrzeża Jerzego V do Cape Williams (164°09′E), za którym leży Pennell Coast. Przylega do niego Morze Somowa. Wschodnią część odkrył w lutym 1911 porucznik Harry Pennell z brytyjskiej Ekspedycji Terra Nova. Wybrzeże zostało nazwane na cześć jej uczestnika, kapitana Lawrence’a Oatesa, który wraz z dowódcą Robertem Falconem Scottem i towarzyszami zginął w drodze powrotnej po zdobyciu bieguna południowego. Zachodnią część, okolice Półwyspu Mawsona, po raz pierwszy sfotografowano z powietrza w czasie amerykańskiej Operacji Highjump w latach 1946–1947.